# Rudničnyj (Oblast' di Kemerovo)
Rudničnyj è una cittadina della Russia siberiana meridionale (oblast' di Kemerovo); appartiene amministrativamente al distretto urbano di Anžero-Sudžensk.
Sorge nella parte nordoccidentale della oblast', lungo il fiume Jaja.